# Violet
Pour les articles homonymes, voir Violet (homonymie).

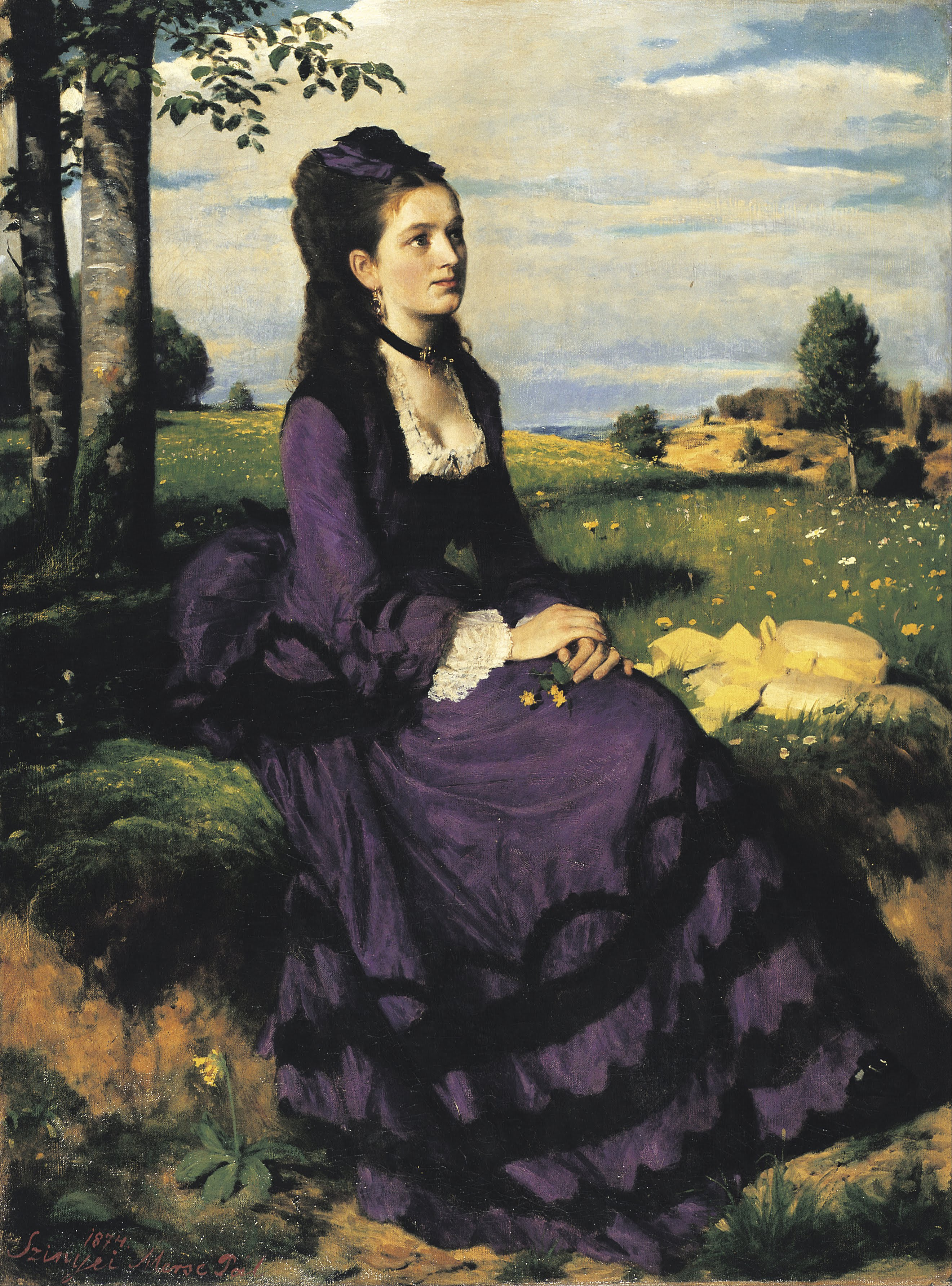
La dame en violet, de Pál Szinyei Merse (1874), Galerie nationale hongroise.

Le violet est un champ chromatique qui désigne des couleurs situées sur le cercle chromatique entre les pourpres et les bleus.

## Définition

### Nom de couleur
Comme nom de couleur, violet fait partie, avec orange ou gris, de ceux qui n'apparaissent dans les langues qu'après les divisions principales des champs chromatiques. Il est attesté en français en 1520 dans une description du pouvoir et de l'orgueil de l'empereur Héliogabale. Violets sont les « habits exprès de satin » de la suite de Gaston de Foix en 1457, selon les Annales de Foix, 1539.
La couleur violette est dès le début différenciée des rouges pourpres, bien que ces teintes voisines puissent se mêler.

« Veneris gemma [ sorte d'améthyste ] est de couleur pourprine, meslée de violet, ou comme la resplendeur d'une rose par dedans, & semble reflamboyer doucement contre les yeux. »

— Les illustrations de Gaule, 1549.
À l'âge classique, se basant sur la déviation de la lumière par le prisme, certains considèrent le violet comme une des couleurs principales, avec le rouge, le jaune et le bleu.
La définition du violet est aujourd'hui assez incertaine. En principe, lavé de blanc, le violet devient un mauve ; un violet rougi est un pourpre, et un violet rougi pâli est un rose. En pratique, certains auteurs distinguent mal les trois champs du violet, du mauve et du pourpre, malgré ou à cause des efforts de la colorimétrie. La colorimétrie, en effet, est une discipline internationale, où la section américaine de la Commission internationale de l'éclairage a eu un rôle déterminant. La colorimétrie définit rigoureusement les pourpres comme l'exact équivalent du « purple » en anglais, mais hors de cette spécialité, le même champ chromatique, qui s'étend sur le cercle chromatique des bleus aux rouges, se divise en français entre violet et pourpre.
La norme française « Classification méthodique générale des couleurs » distingue les violets et les pourpres, là où une étude australienne de 2002 montre que les personnes anglophones interrogées ne distinguent qu'un champ purple. Il apparaît que le champ chromatique du mot « purple » ne soit pas celui de pourpre.
Il est aussi certain que le mot mauve, appliqué aux teintures en Angleterre au XIXe siècle dans le domaine de la mode féminine pour désigner la teinture à l'orseille, a dans ce pays un sens similairement plus large en anglais qu'en français. En français, c'est un violet lavé de blanc (un pourpre lavé de blanc est en général un rose), en anglais, un purple lavé de blanc est un mauve ; comme indiqué précédemment, les purple correspondent à l'ensemble des violets et des pourpres.
Le Répertoire de couleurs de la Société des chrysanthémistes (1905) indique que le « purple » des Anglais ou « Deep purple » des Américains « à notre avis, doit plutôt être appelé Violet pourpré ». Pour l'auteur, « purple » est donc à la limite entre violets et pourpres.
Dans un ouvrage écrit avant la publication de la norme française, Maurice Déribéré distingue, pour le violet, un champ étroit à l'extrémité des couleurs de l'arc-en-ciel entre l'indigo et le poupre, avec une répartition des champs des autres noms de couleurs très différente de celle retenue.
L'ambigüité des termes de couleurs du champ chromatique des violets, pourpres, lilas et mauves se vérifie également dans d'autres langues européennes comme l'anglais et l'espagnol.

### Perception
Les qualités du violet, du point de vue de sa perception dans un ensemble coloré, dépendent beaucoup de la définition qu'on en donne.
Le violet est une couleur ambiguë, ni chaude, ni froide, et l'un ou l'autre selon la nuance et l'entourage. De même, le violet est une couleur fuyante, c'est-à-dire que des taches violettes sur un fond neutre semblent plus loin que le fond (des trous violets) ; mais les pourpres-rouges, que certains classent comme violets, sont des couleurs saillantes, c'est-à-dire que les taches sur fond neutre semblent posées au-dessus du fond.

### Colorimétrie
On appelle violet l'extrémité du spectre visible, au-delà du bleu dans les couleurs de l'arc-en-ciel, et avant les ultraviolets, complètement invisibles. La limite de longueur d'onde entre lumières monochromatiques bleues et violettes varie selon les auteurs, par exemple 446 nanomètres selon Abney, 405 nm pour Rood, en moyenne 450 nm. L'efficacité lumineuse spectrale de ce rayonnement est faible. À 466 nm, elle est d'environ 10 %, et décroît avec la longueur d'onde. À 405 nm, elle est inférieure à 1 %. On observe plus facilement la nuance violette des lumières au-delà du bleu avec des appareils qui permettent de compenser cette faible luminosité.
Mais le champ des violets s'étend dans le domaine des « pourpres », qui ne sont pas des métamères d'une lumière monochromatique mêlée de blanc, mais d'un mélange d'un bleu ou d'un violet et d'un rouge monochromatique avec du blanc. Quand on repère les couleurs par longueur d'onde dominante et pureté d'excitation, on indique une longueur d'onde négative, parce que l'intersection de la droite qui relie le point représentatif de la couleur à la courbe du lieu spectral sur le diagramme de chromaticité se trouve de l'autre côté du blanc. Le violet CIE L*a*b* 15, 60, -50, a conventionnellement une longueur d'onde dominante de −564 nm.
Dans la vie courante, on observe des violets mêlés de blanc, qui sont ordinairement des couleurs qui présentent un spectre où dominent les courtes longueurs d'onde (bleus), avec une contribution des rouges.
Chevreul a placé les couleurs de son cercle chromatique, obtenu par une estimation visuelle de l'écart entre les couleurs, par rapport aux raies de Fraunhofer. Son 3 bleu-violet est au milieu entre les raies G et H (431 et 397 nm) ;  et le 5 violet-rouge se situe entre les raies A et B (759 et 687 nm). Son violet est donc entièrement en dehors du spectre ; c'est ce qu'on appelle en colorimétrie un pourpre ; et en effet « le violet semble partager également aussi [ l'intervalle ] du bleu au rouge ».
Le Répertoire de couleurs de la Société des chrysanthémistes (1905) donne de nombreuses nuances de violet, avec des références aux fleurs de couleurs similaires, et aux noms sous lesquels on les trouve chez les teinturiers et marchands de couleur.
Selon les valeurs indiquées par la norme AFNOR X08-010 Classification méthodique générale des couleurs (annulée le 30 août 2014), le champ chromatique violet regroupe les couleurs des lumières dont la longueur d'onde dominante est comprise approximativement entre 466 et 380 nm, se poursuivant avec les pourpres les plus proches jusqu'à −556 nm, c'est-à-dire que la ligne qui les relie, sur le diagramme de chromaticité, au point qui représente l'illuminant — l'illuminant C pour AFNOR X08-010 — coupe le lieu spectral de l'autre côté, à la longueur d'onde de 556 nm, donnant une couleur vert-jaune. Les violets proprement dits occupent l'espace de 449 à −563 nm.
En synthèse additive le violet peut être produit à l'aide d'un mélange de bleu et d'un peu de rouge ; en synthèse soustractive c'est une couleur difficile, en raison des imperfections cumulées des encres magenta et cyan qu'on y emploie.
Le violet est le plus souvent à l'opposé du jaune sur les cercles chromatiques d'artistes. Dans de très nombreux cas les pigments violets, en effet, donnent des gris quand on les mélange à des jaunes.

## Colorants

### Teintures

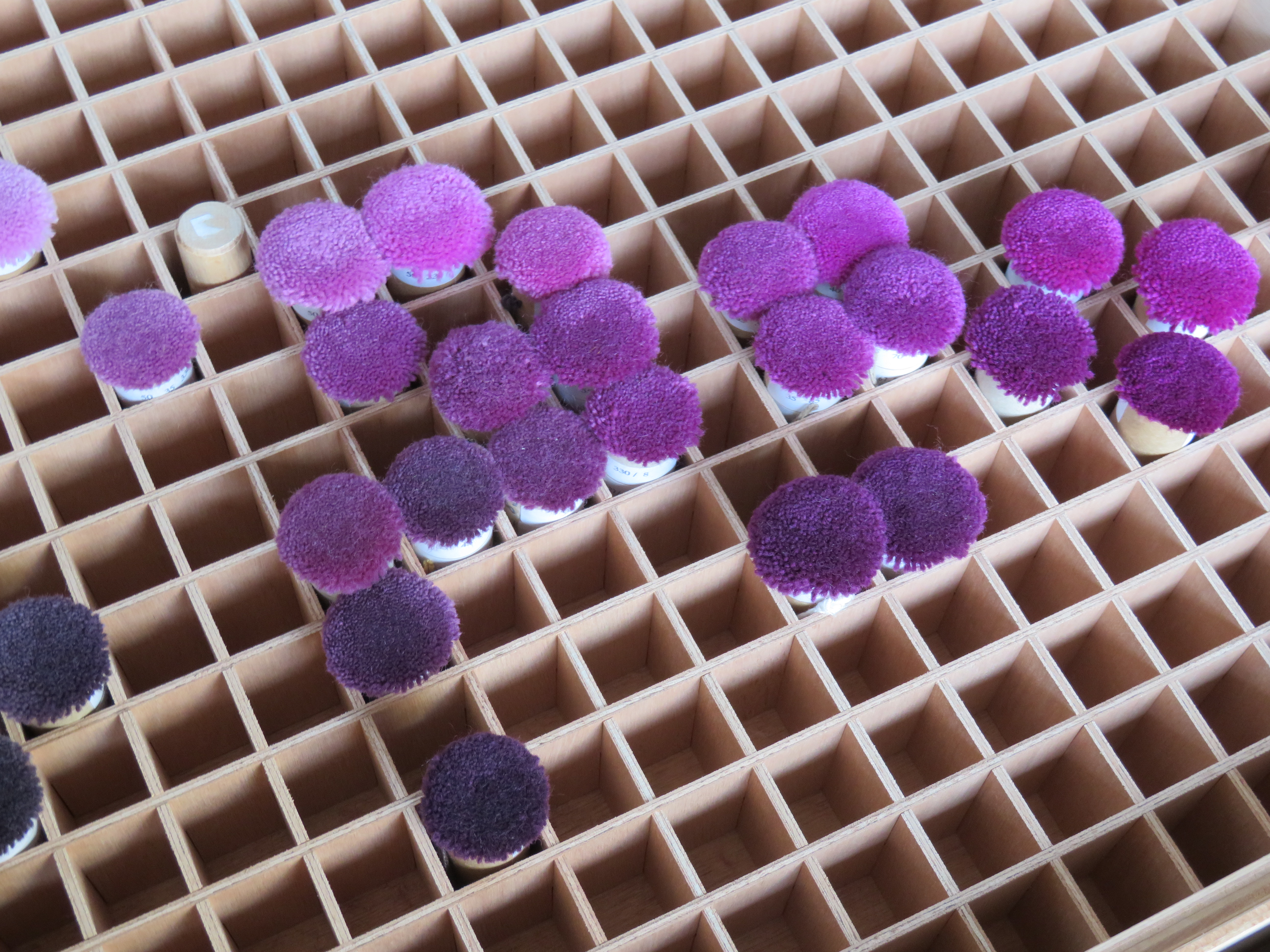
Nuancier des violets teints et utilisés pour la manufacture de tapis de la Savonnerie à Paris, 2018

Au début du XVIIe siècle, on fait le violet à partir du carmin de cochenille : « pour faire violet cramoisi, quand la soie est teinte en rouge, on la met tremper dans la lessive bien chaude, bien nette, et devient violette ».
Autrefois on utilisait le jus de myrtille pour colorer les tissus en bleu violacé. Le chou rouge donne des teintes violacées, en général plutôt mauves (lavées de blanc).
Le violet allyltoluidin connu sous le nom de mauvéine est un oxyde d'aniline utilisé pour teindre les tissus. Il fut découvert en 1856 par le chimiste anglais Perkin. Il fut à l'honneur en 1862 lors de l'exposition universelle où la Reine Victoria parue arborant une robe teinte de ce colorant.
La plupart des colorants violets sont en fait des mélanges de bleus, de magentas et de pourpres en proportions variées.

### Pigments
Le violet est une couleur rare à l'état naturel. La plupart des pigments violets sont des modifications chimiques de colorants naturels ou des produits de synthèse. 
Pigments minéraux
- Le violet de manganèse (PV16), un violet pourpre tirant sur le rouge. Sa formule est NH4MnP2O7.
- Le violet de cobalt (PV14) est un violet pourpre, tirant vers le rose.
- Le violet d'outremer (PV15), un violet bleuâtre, dérivé du bleu outremer.

Pigments organiques
- Le violet de dioxazine (PV23 ou PV37), un violet bleuâtre : C34P22C12N4O2
- Le violet de pérylène (PV29), un bordeaux sombre.
- Le magenta/violet de quinacridone (PV19), qui sert de « magenta primaire ».
- Le rose de quinacridone (PV42) est un magenta plutôt terne.

### L'encre violette
Jusqu'au début des années soixante-dix, l'enseignement de l'écriture à l'école primaire utilisait l'encre violette, préparée avec l'aniline, pour la raison que l'encre noire corrodait rapidement la pointe des plumes en acier utilisées par les maîtres et les élèves.

### Réactifs pH
Plusieurs indicateurs de pH ont une phase violette, soit en milieu neutre, soit en milieu basique, ce sont le méthyl violet (violet de gentiane), le bleu de bromophénol (bbp), le rouge congo, l'azolitmine (papier tournesol), le pourpre de bromocrésol, et l'alizarine.
Le jus de chou rouge est un indicateur de pH facile à utiliser chez soi. En milieu neutre il est naturellement violet ou bleu violacé. Il devient bleu en milieu salin, puis vire au vert et au jaune dans un milieu de plus en plus basique. Inversement en milieu acide il vire du mauve au rouge. Il contient des anthocyanes, qui sont des indicateurs colorés acido-basiques naturels.

### Le violet en imprimerie
Même si le mélange de magenta avec une part plus petite de cyan est censé donner du violet, la quadrichromie ne peut produire un violet vif. La synthèse soustractive parfaite suppose des colorants bloc, qui laissent passer toute la lumière dans une plage, et bloquent complètement la couleur complémentaire. Mais les pigments cyan et magenta sont loin de cet idéal ; ils absorbent une partie de la lumière qu'ils devraient laisser passer. Le magenta absorbe du bleu et un peu de rouge, tandis que le cyan absorbe du vert et du bleu, quoique moins qu'il n'absorbe le rouge. Quand on mélange le magenta avec le cyan, on absorbe des couleurs qu'on devrait transmettre, et le résultat ne peut être aussi lumineux qu'il le devrait. Le violet obtenu par quadrichromie est toujours approximatif ; il se rapproche plus du jus de cerise ou du bordeaux. Pour obtenir un violet vif ou profond en imprimerie, il faut recourir à des encres spéciales. Le Pantone pourpre et le Pantone violet offrent des nuances de violet pur à cet effet.
Voici un exemple de différence entre un violet obtenu en synthèse additive et sa simulation en quadrichromie. À gauche il s'agit d'un violet saturé RVB composé de 100 % de bleu et 50 % de rouge. À droite c'est ce même violet séparé en quadrichromie, ce qui donne 51 % de cyan et 65 % de magenta. Comme on peut le voir, la séparation quadri ne parvient pas à restituer un violet pur.
|  |  |

## Usages

### Couleur liturgique
Dans la religion chrétienne catholique, le pape Innocent III a défini vers 1200 le violet comme insigne de pénitence. La couleur violette est portée par l'ensemble du clergé en tenue liturgique durant les périodes de jeûne comme le Carême de Noël ou l'Avent (4 dimanches précédant Noël) et le Carême. Elle est quelquefois utilisée par les confréries de pénitents pour leur manteaux.
Dans les religions catholiques romaine et anglicane, elle est portée également par l'évêque en tenue de chœur (soutane, camail, anneau portant une améthyste et calotte). Elle allie dans ce cas la pénitence à la pourpre, signe de dignité et d'autorité. Du XVIe siècle au début du XIXe siècle, la couleur bleu-violet des vêtements épiscopaux catholique est obtenue par un mélange de deux colorants, l'indigo naturel et le carmin de cochenille. Ce n'est que sous le pontificat de Pie XI que la nuance de violet en usage à la cour papale est fixée par décret. La nuance choisie est un violet riche en rouge et tirant sur le mauve[réf. souhaitée].

### Couleurs conventionnelles
- À partir du XVIe siècle les rois de France portaient par privilège le violet au lieu du noir commun en signe de deuil[27]. À la fin du XIXe siècle, le vêtement de couleur violette signifie un deuil atténué, soit par la distance de la parenté, soit par le temps.
- Dans le code de couleurs des résistances électriques et des condensateurs, la couleur violet correspond au chiffre 7, au multiplicateur x107, à une précision de 0,1 % et à un coefficient de température de 5ppm. Dans la norme CEI 60757, on le nomme VT (abréviation de violet).
- Dans le code de couleurs des tuyauteries de transports de fluides, la couleur de fond violet pâle indique les liquides corrosifs, acides et les bases (Norme française NF X-08-100).
- Dans la signalisation ferroviaire du Code Verlant, le carré violet, ou feu violet en signalisation lumineuse, commande, sur voies de service, l'arrêt absolu avant le signal. Le feu violet figure ainsi au centre des heurtoirs.
- L'insigne de la décoration française des Palmes académiques est un ruban violet.
- Le circulaire satin violet représente les sciences dans la faluche.

### Mode
Au milieu du  XIXe siècle, l'invention du colorant appelé murexide, extrait du guano, lança une mode des tons pourpres, mauves et violets. Cette mode engendra une élévation des prix ; d'où des recherches chimiques qui débouchèrent sur l'invention du colorant à l'aniline, de conséquences industrielles considérables.
La créatrice de mode Vivienne Westwood eut une période psychédélique où dominaient les pourpres et violets intenses. Dans les années 2000, elle proposait toujours quelques pièces en tartan violacé ou prince-de-galles mauve[réf. souhaitée].

### Décoration
En décoration, les atmosphères baroques et intimistes, utilisent les tons prune, aubergine et lilas[réf. souhaitée].

### Beaux-arts
Au XIXe siècle, les poètes et peintres, symbolistes et impressionnistes, appréciaient les tons subtils de cette couleur qui selon eux exprimait comme nulle autre pareille la lumière du soir « lorsque les derniers feux du soleil rencontrent l'éther bleu de la terre ». Pour eux le violet était la quintessence de la lumière qui meurt et tutoie l'autre monde, une allégorie de la voie du milieu équilibre entre l'ici-bas et l'au-delà[réf. nécessaire].
Tableaux
- La Femme au manteau violet de Henri Matisse.
- Trois danseuses en tutu violet d'Edgar Degas.
- Femme assise aux bas violets d'Egon Schiele
- Buste de femme en costume violet de Pablo Picasso

### Politique et société
Après mai 1968, des féministes arborent des vêtements de teintes mauves. Le violet avait déjà été choisi par les suffragettes au début du siècle.
En Espagne, le parti Podemos est représenté par sa couleur violette. La Seconde République espagnole avait ajouté le violet (« morado ») aux couleurs sang et or du royaume d'Espagne.
En France, la France insoumise, fondatrice de l'Union populaire devenue Nouvelle Union populaire écologique et sociale s'inspire de Podemos et adopte également le violet comme couleur principale.

## Symbolique
Pendant longtemps, la couleur violette fut mal considérée, elle symbolisait la fourberie et la tristesse, et était associée à la pénitence et à l'affliction. Elle était souvent confondue avec le noir jusqu'à son identification à l'extrémité du spectre solaire après le bleu, grâce à Newton. Au Moyen Âge, le violet était dénommé « subniger » (sous-noir ou demi-noir), comme toutes les couleurs foncées. Le roi en deuil ne portait pas le noir, mais le violet. Dans le demi-deuil, une nuance sombre violette était autorisée après un an de noir intégral[réf. souhaitée].
La Renaissance se plaît à l'analogie sonore et lumineuse :

« L'Amour et la foudre sont flammes

De l'ardente fureur des cieux,

Qui violentes à nos âmes,

Sont violettes à nos yeux. »

— Chanson à une belle portant une parure violette, 1606.
La couleur violacée de la figure signifie « l'homme méchant & Saturnien, qui ne fait que machiner trahisons et entreprises pernicieuse ». L'adjectif saturnien renvoie à la mélancolie.
- Dans la symbolique occidentale, le violet est associé à la noblesse et à la jalousie[réf. nécessaire].
- En ésotérisme, c'est la couleur de l'initiation[réf. souhaitée].
- Le violet est aussi associé à la magie et au surnaturel, avec les « contes violets » ou contes invraisemblables et les « anges violets » ou êtres lunaires[réf. nécessaire].
- Par ailleurs, le violet est la couleur internationale de l'épilepsie, d'où la création du Purple Day.

## Galerie

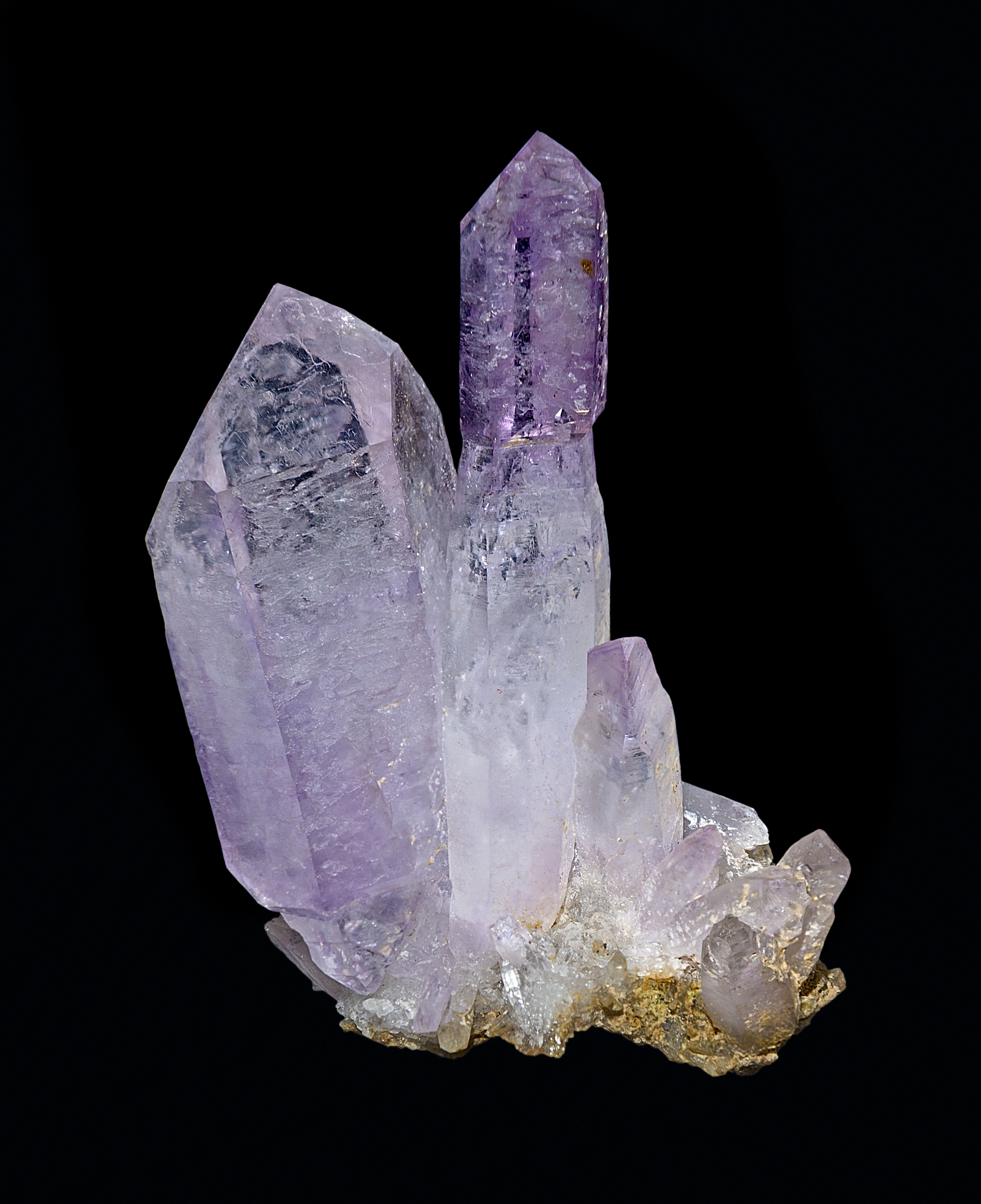
Améthyste
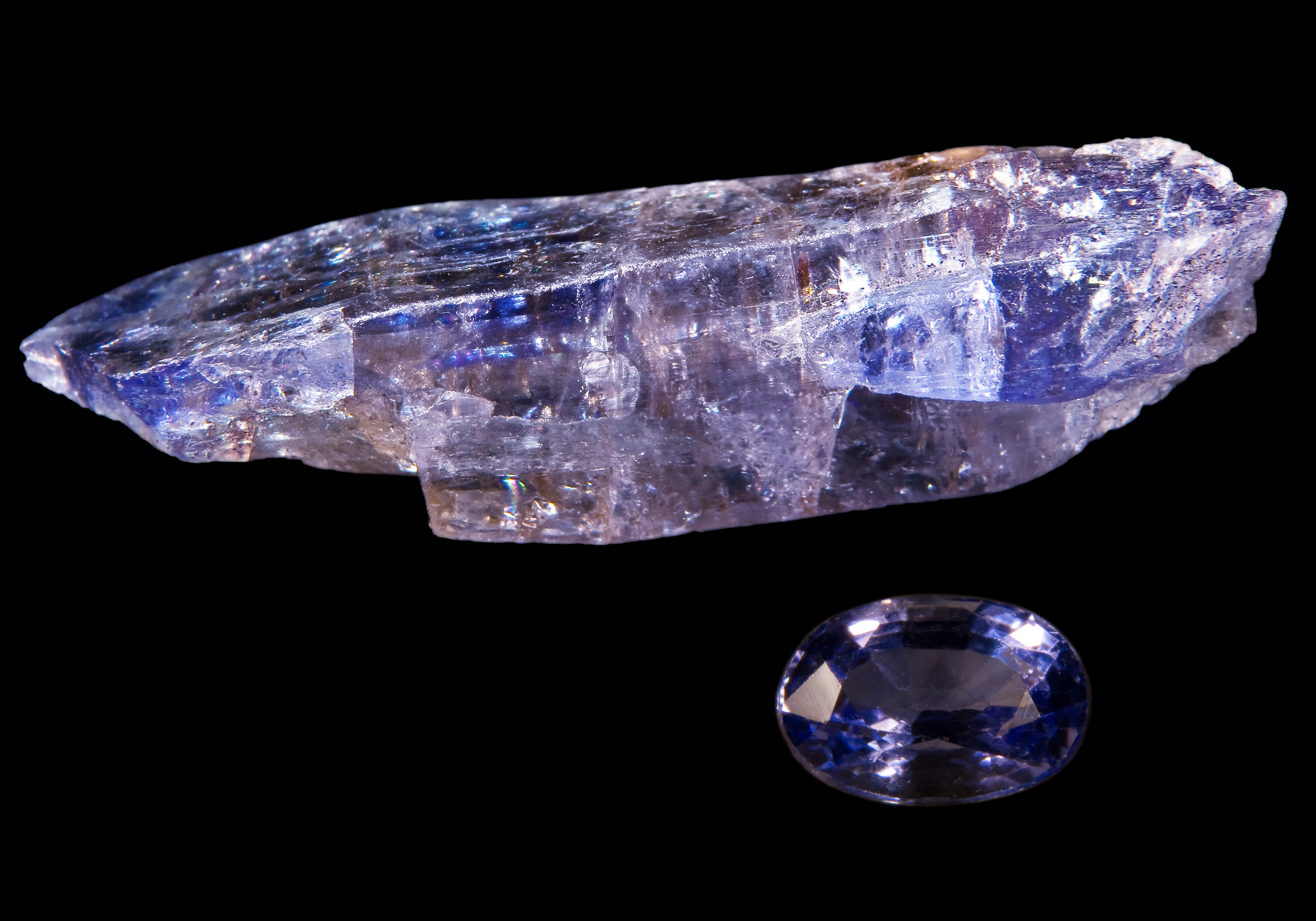
Tanzanite

### Minéraux ou pigments, colorants ou teintures, lumière
- L'améthyste (minéral)
- La tanzanite (variété minérale de zoïsite)
- Le permanganate de potassium (produit chimique minéral)
- Le violet de cobalt ou phosphate de cobalt  (produit chimique minéral)
- La ninhydrine est un réactif qui colore en violet tous les acides aminés sauf la proline
- Le coloration de Nissl permet de colorer en violet les cellules nerveuses
- Le milieu de Moeller est violet (grâce au bromocrésol pourpre) avant l'ensemencement
- La lumière noire ou lumière Wood est une lumière violette proche de l'ultraviolet

....

### Plantes, fleurs et légumes
- l'aster
- L'aubergine
- La betterave rouge entre pourpre et violet.
- La bougainvillée (variété rustique ou sauvage).
- Le chou rouge qui est en réalité violet.
- Le Cortinaire violet, un champignon entièrement violet. Tous les champignons de couleur violette sont comestibles[35].

- La fleur de l'iris.
- La lavande et le lavandin.
- Le lilas (Syringa vulgaris)
- La mûre de ronce paraît de couleur noire mais son jus est violet.
- La myrtille bien qu'en apparence bleue, elle est violette et son jus est violet.
- Le navet blanc à collet violet.
- La pomme de terre Vitelotte à chair violette.
- La prune.
- La violette.

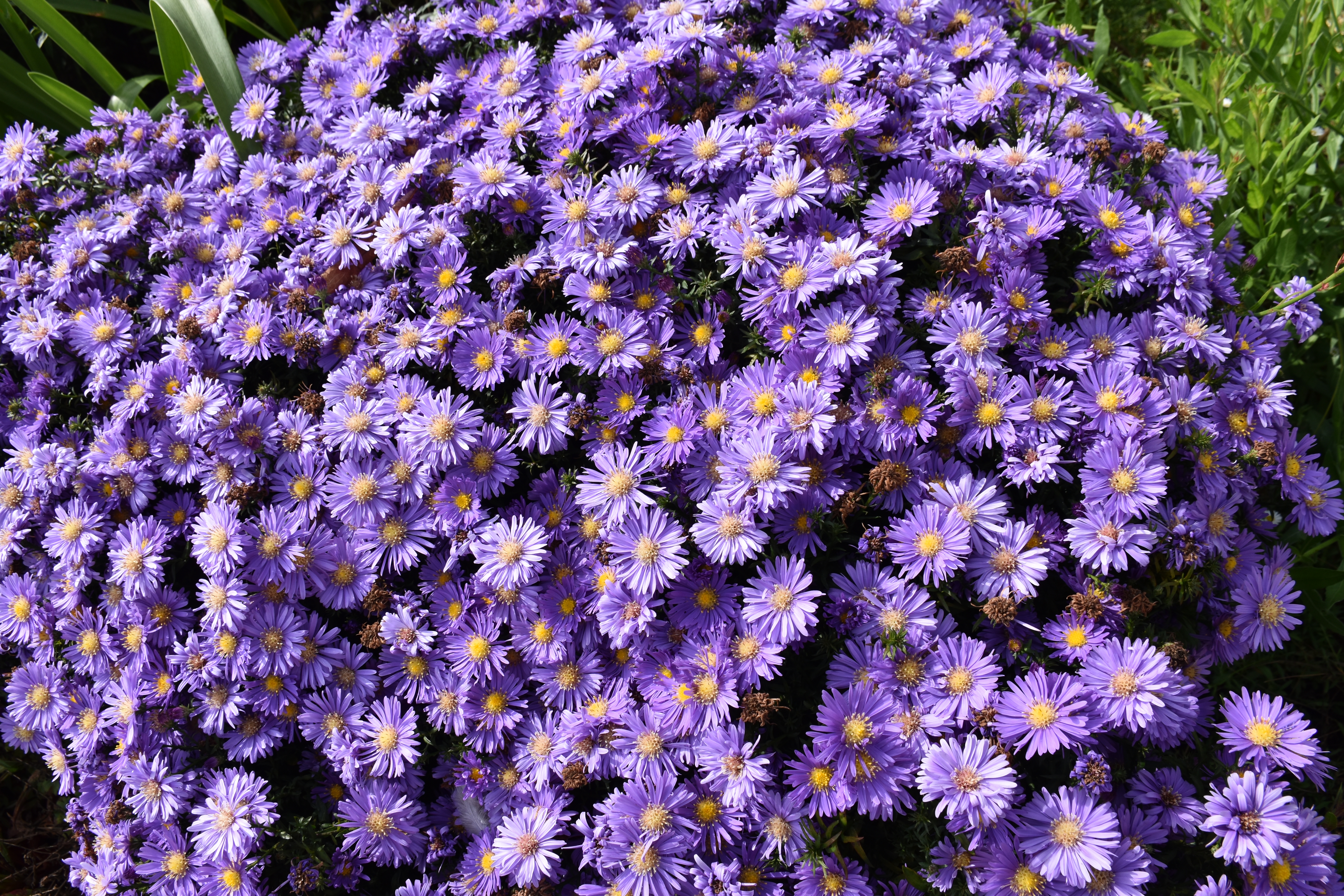
Aster
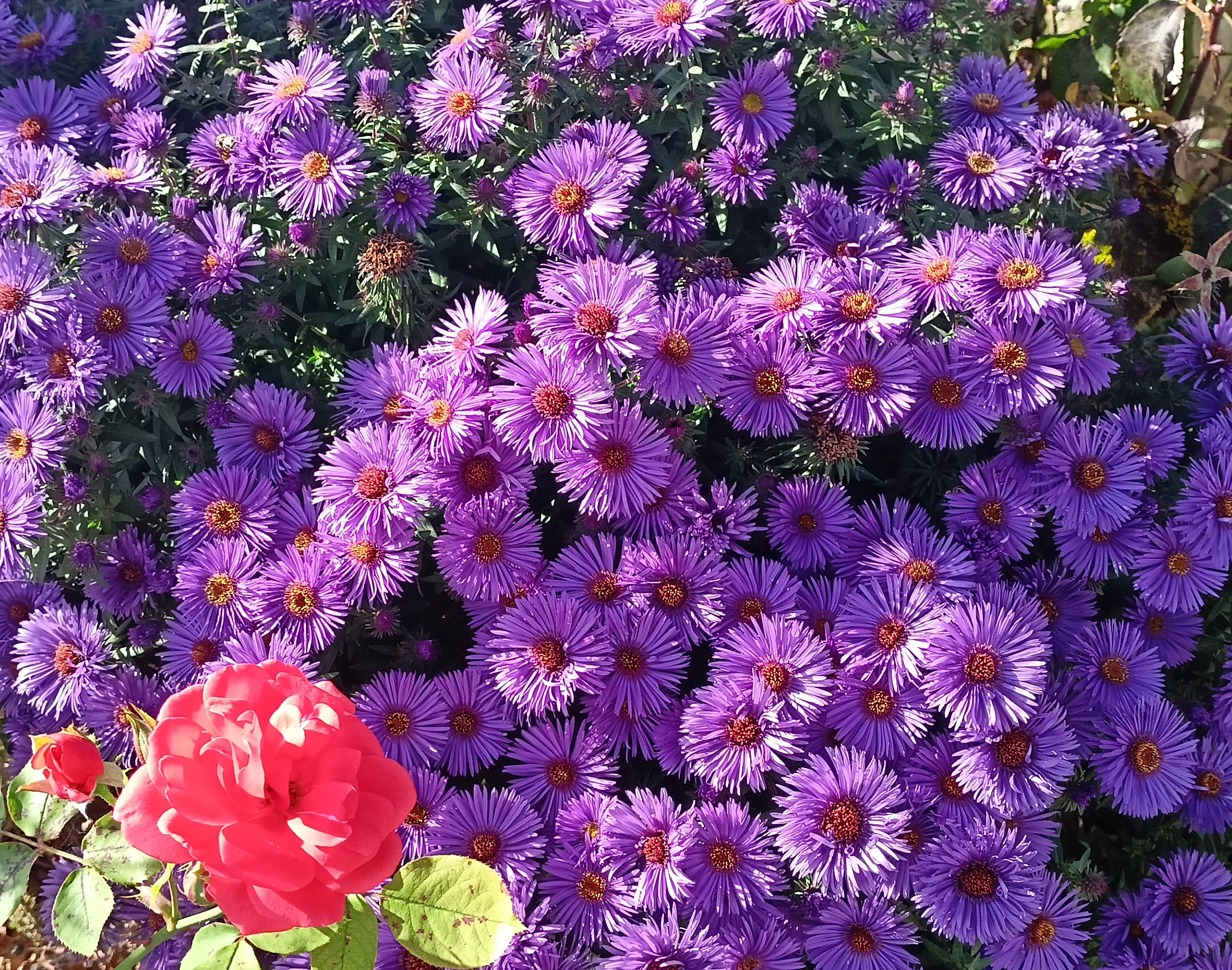
Aster
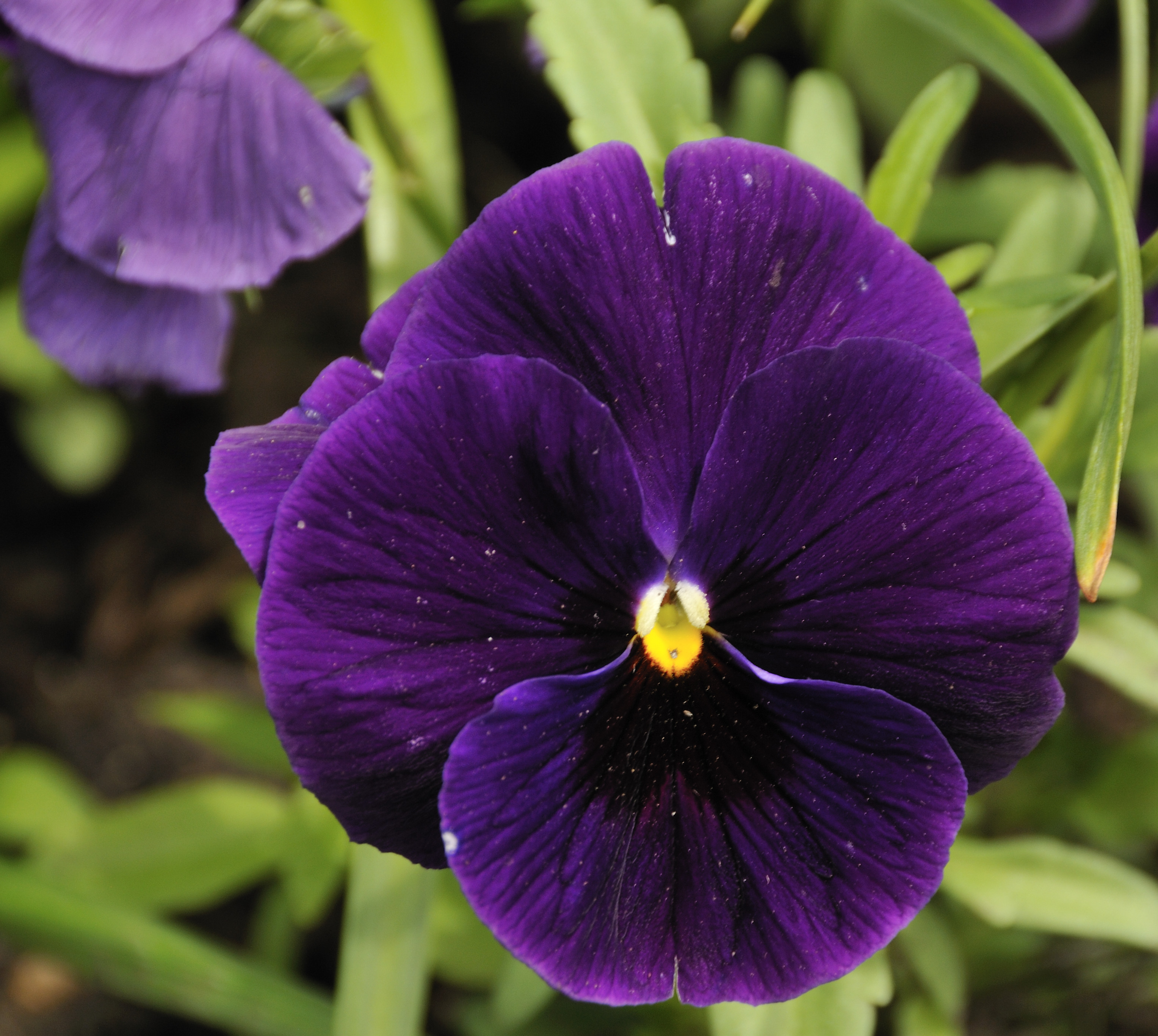
Pensée
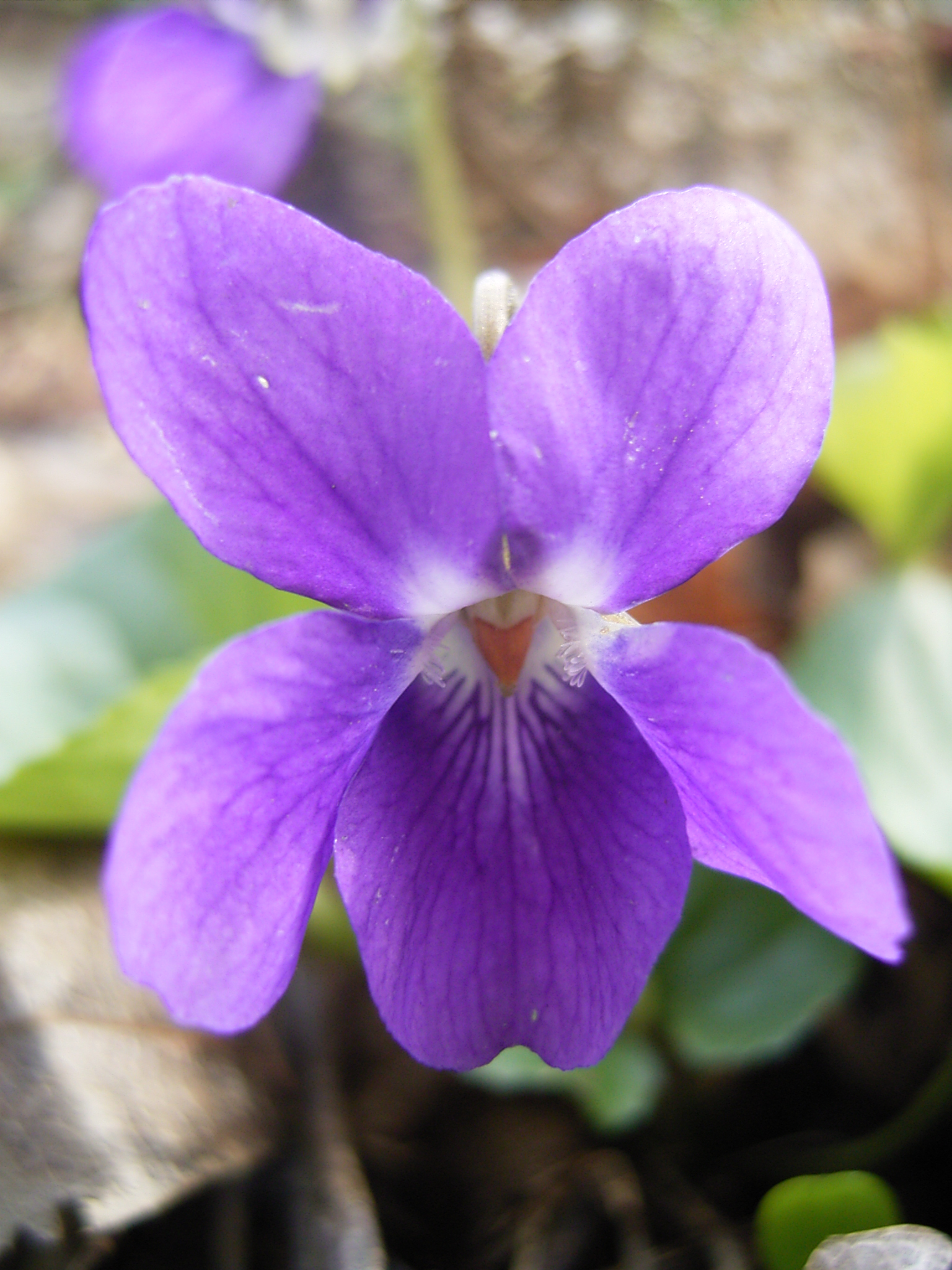
Violette odorante
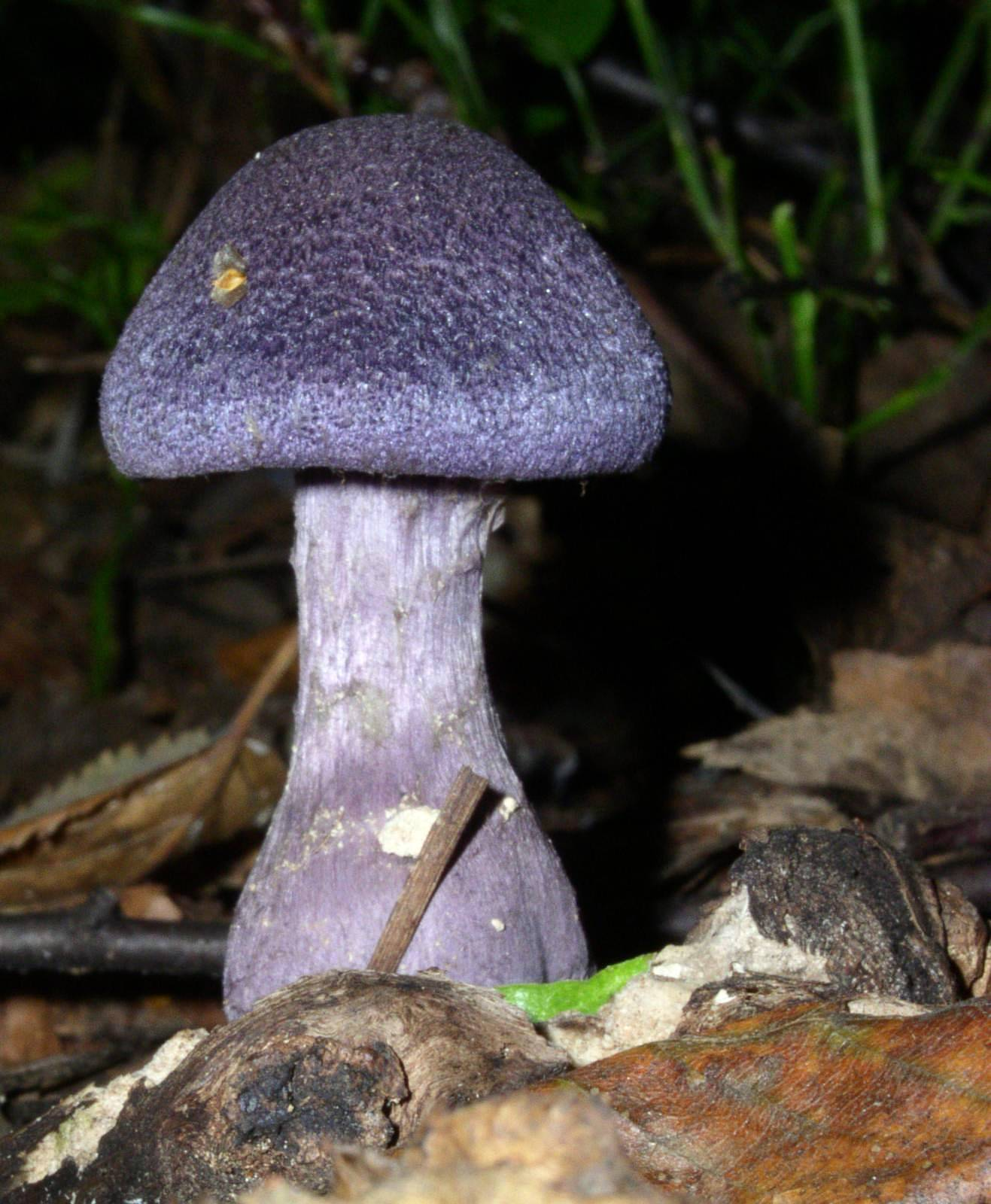
Cortinaire violet
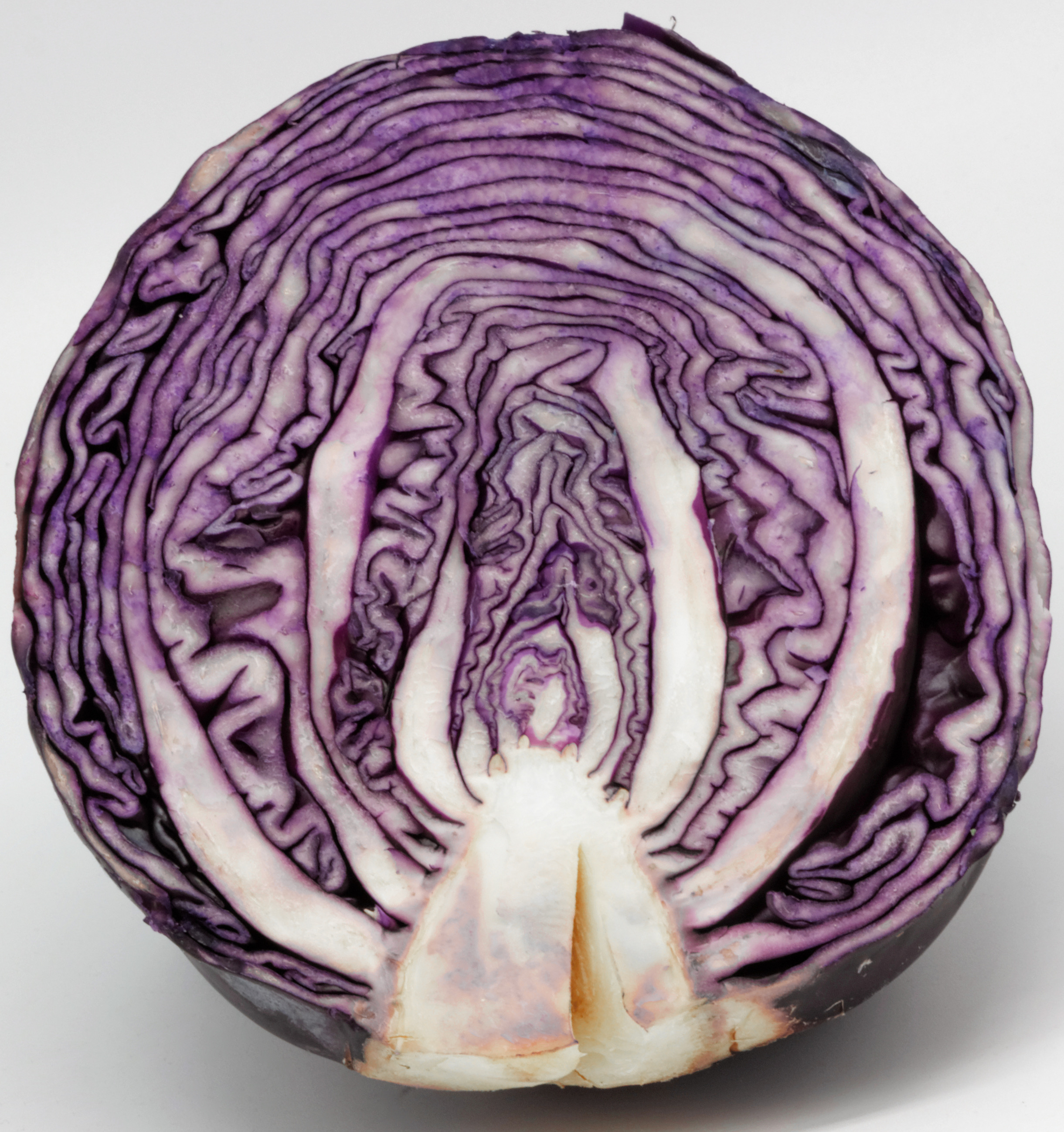
Le chou rouge
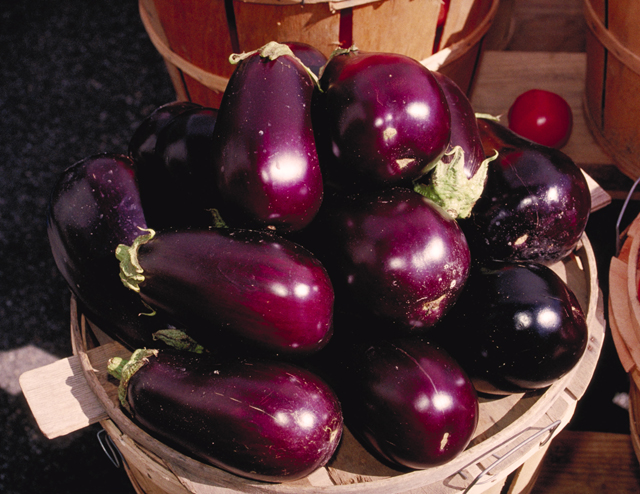
Aubergine
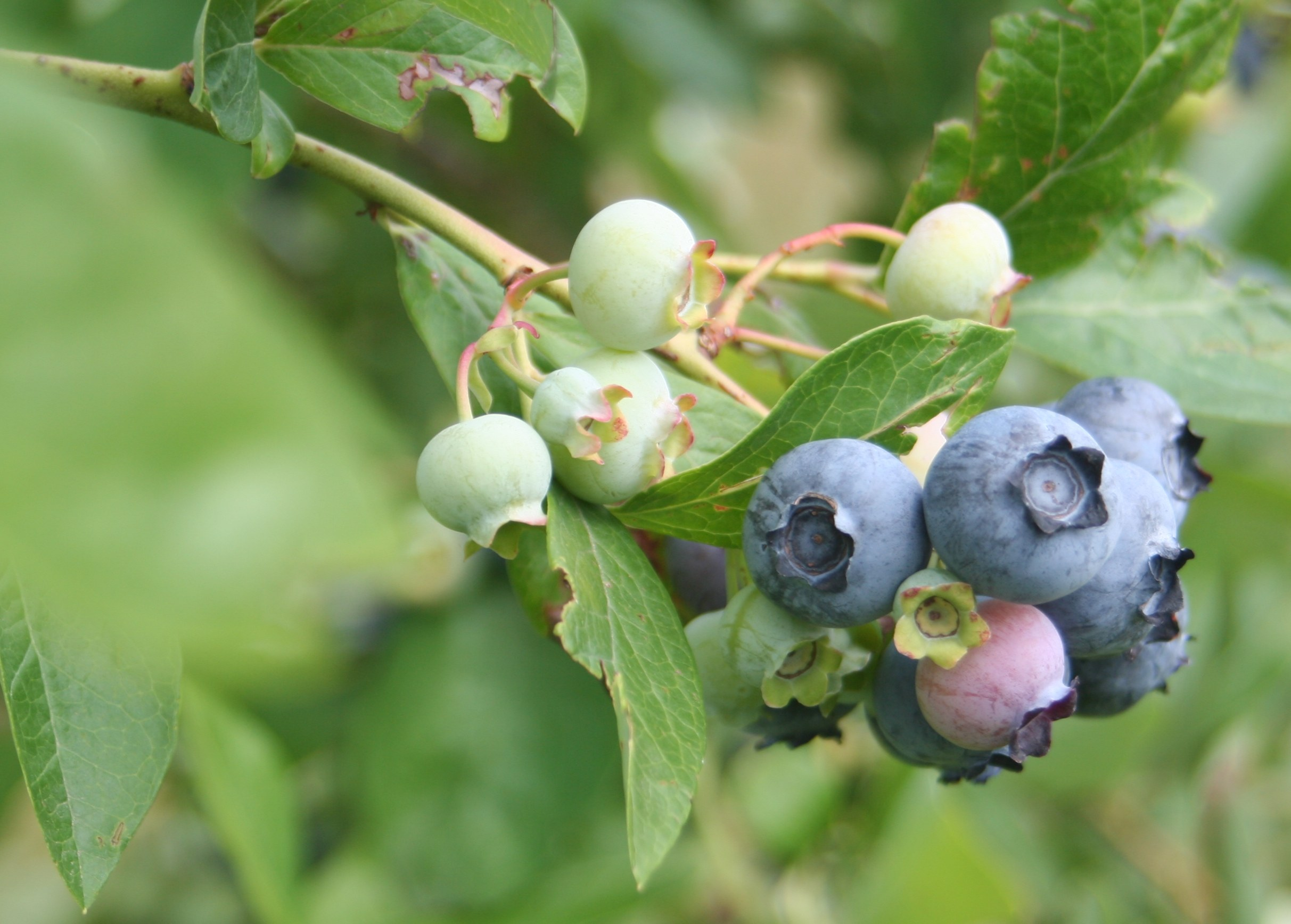
La myrtille
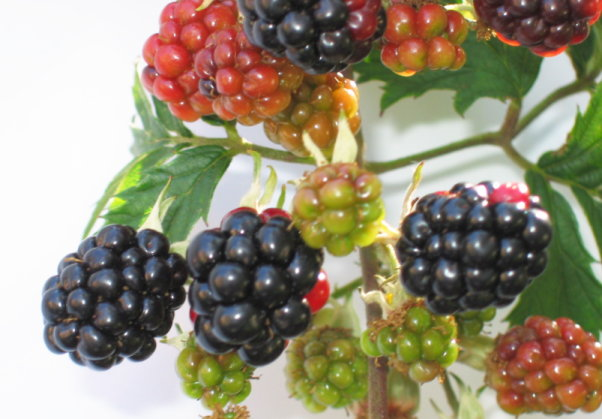
La mûre de ronce
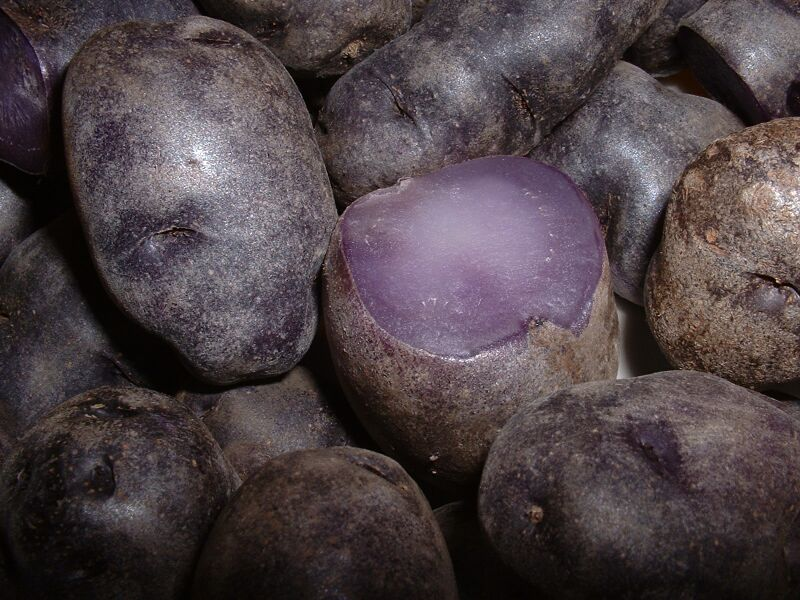
Pomme de terre Vitelotte

### Produits fabriqués
- La lumière noire qui est en fait ultraviolette, débordant sur le violet.
- Le flacon du parfum Poison de la maison Dior.

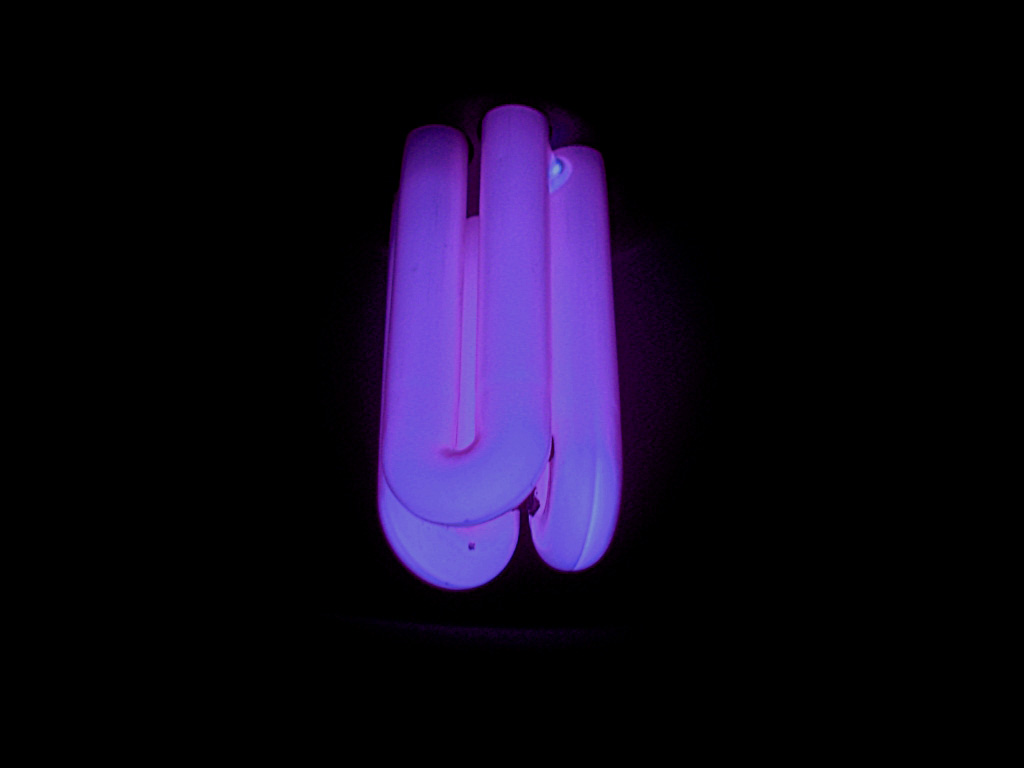
Lumière noire
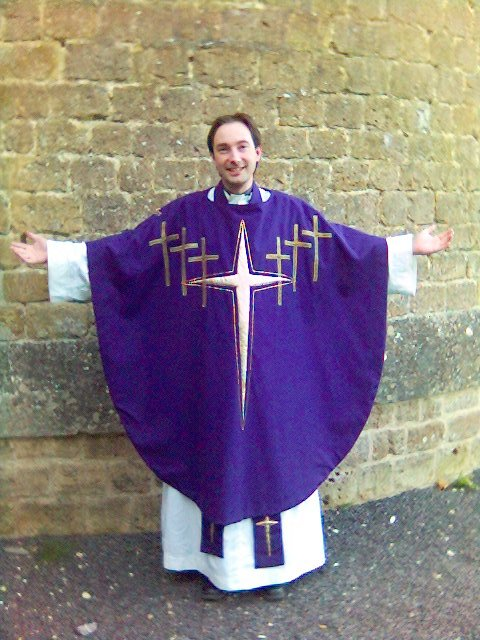
Pasteur anglican en chasuble violette
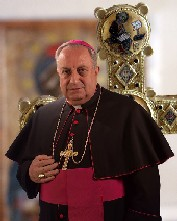
Attributs vestimentaires de l'évêque
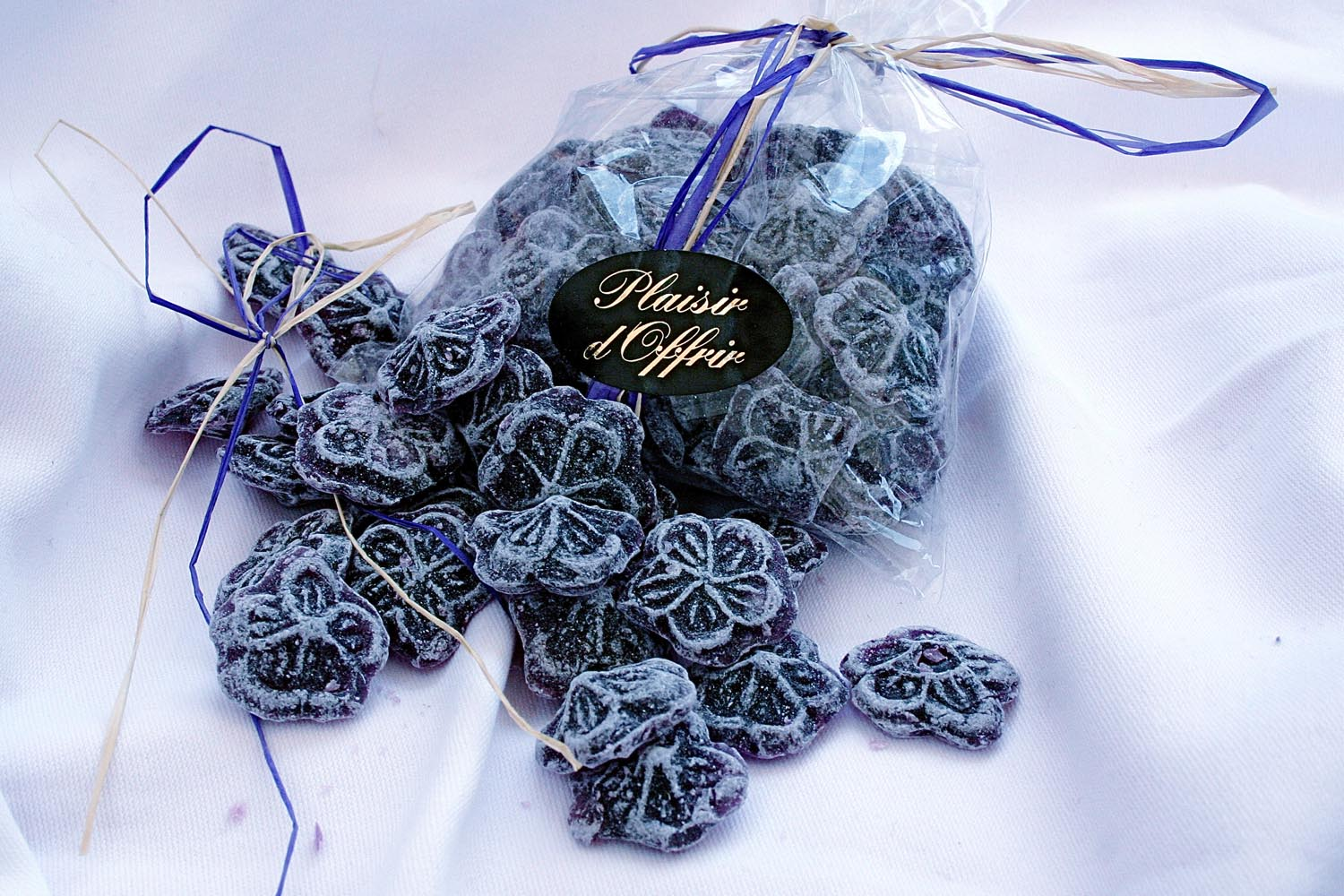
Violette de Toulouse (confiserie)

### Quelques drapeaux ou pavillons
Rares sont les drapeaux qui arborent du violet ou une couleur approchante.
- Le drapeau de la Seconde République espagnole ajoute une bande violette (« morado », pourpre) aux couleurs monarchiques sang et or[30].
- Le drapeau de la région métropolitaine de Tokyo est principalement violet foncé (murasaki).
- Le drapeau de la Dominique arbore en son centre, un perroquet dont les plumes ventrales et sa huppe sont violets.

Seconde République espagnole
Préfecture de Tokyo, Japon
Dominique.